# Berry Pomeroy

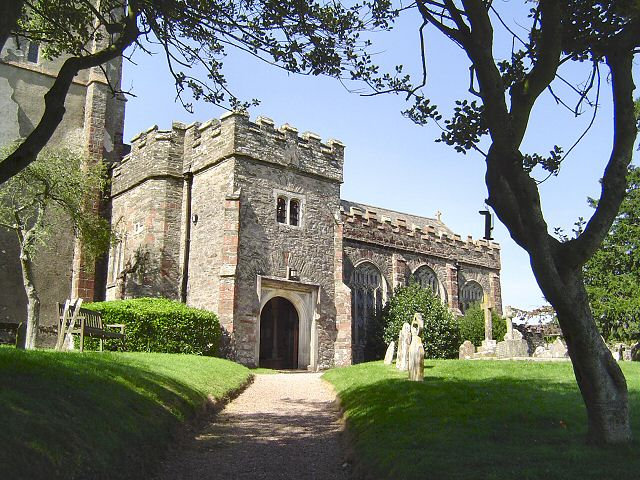
Berry Pomeroy: la chiesa di Santa Maria

Berry Pomeroy è un villaggio con status parrocchia civile dell'Inghilterra sud-occidentale, facente parte della contea del Devon e del distretto non metropolitano di South Hams.  L'intera parrocchia civile conta una popolazione di circa 1 200 abitanti.
Il villaggio è compreso all'interno della South Devon Area of Outstanding Natural Beauty.

## Geografia fisica
Berry Pomeroy si trova a pochi chilometri a ovest della costa meridionale del Devon (costa che si affaccia sul canale della Manica), tra  Dartington e la località costiera di Paignton (rispettivamente a est della prima e a ovest della seconda), a pochi chilometri a est/nord-est di Totnes.
La parrocchia civile di Berry Pomeroy occupa un'area di 16,72 km². Il villaggio di Berry Pomeroy si trova nella parte centrale della parrocchia civile.

## Origini del nome
Il toponimo Berry Pomeroy è costituito dal nome della famiglia Pomeroy e da Berri, il nome della tenuta di proprietà della famiglia.

## Storia
Quella che un tempo era la tenuta di Berri fu di per circa 400 anni una proprietà della famiglia Pomeroy, che eresse un castello in loco.
Nel corso della seconda guerra mondiale, stazionarono nel villaggio di Berry Pomeroy le truppe degli Stati Uniti d'America che si stavano preparando allo sbarco in Normandia.

## Monumenti e luoghi d'interesse

### Architetture religiose

#### Chiesa di Santa Maria
Principale edificio religioso di Berry Pomeroy è la chiesa dedicata a Santa Maria,  ricostruita nel XV secolo probabilmente per volere di Richard de Pomeroy e ulteriormente modificata nel XVII secolo e tra il 1878 e il 1879, ma che presenta un campanile con parti del XIII-XIV secolo.

### Architetture militari

#### Castello di Berry Pomeroy
Il monumento più celebre è il castello di Berry Pomeroy, una struttura composta dai resti di una fortezza eretta, secondo un'ipotesi nel XIII secolo dai Normanni, o più probabilmente nel XV secolo dalla famiglia Pomeroy e da una dimora elisabettiana erettta nell'ultimo trentennio del XVI secolo dalla famiglia Seymour.

## Società

### Evoluzione demografica
Al censimento del 2021, la parrocchia civile  di Berry Pomeroy contava una popolazione pari a 1 214 unità, in maggioranza (652) di sesso femminile.
La popolazione al di sotto dei 18 anni era pari a 229 unità (di cui 120 erano i bambini al di sotto dei 10 anni), mentre la popolazione dai 65 anni in su era pari a 308 unità (di cui 65 erano le persone dagli 80 anni in su) 1 125 abitanti sono nativi del Regno Unito, 37 da Paesi dell'Unione Europea, 17 da Paesi dell'Asia e del Medio Oriente e 10 da Paesi dell'Africa.
La parrocchia civile di Berry Pomeroy ha conosciuto un incremento demografico rispetto al 2011, quando la popolazione censita era pari a 1 017 unità, e al 1991, quando contava 973 unità.